# Cioccorane (singolo)
Cioccorane è un singolo del rapper italiano Leon Faun pubblicato l'11 marzo 2019.

## Video musicale
Il videoclip è stato pubblicato in concomitanza con il singolo. Vanta la direzione di Thaevil.

## Tracce
Testi di Leon de la Vallée, musiche di Alessio Marullo.
1. Cioccorane – 2:00